# Abbey River
Abbey River – rzeka w Anglii, w hrabstwie Devon. Ma długość 5,5 mili (8,9 km). Wypływa na wschód od miasta Hartland. Uchodzi do Oceanu Atlantyckiego pomiędzy przylądkami Hartland Point i Hartland Quay. Nazwa rzeki pochodzi od XII-wiecznego opactwa Hartland Abbey położonego nad rzeką.